# Christa Löser
Christa Löser (* 22. März 1926 in Chemnitz; † 24. Mai 2012 in Berlin) war eine deutsche Schauspielerin.

## Leben
Löser erhielt privat Schauspielunterricht (1948–1950). Als Theaterschauspielerin war Löser von 1952 bis 1993 am Maxim-Gorki-Theater engagiert, nur unterbrochen von einem kurzen Engagement am Hans Otto Theater in Potsdam.
Bei der DEFA und beim Fernsehen der DDR war Löser seit 1956 als Charakterdarstellerin in zahlreichen Filmen und Fernsehserien zu sehen. Oft spielte sie „kleine, komödiantische Rollen“. Sie arbeitete mit den Regisseuren Iris Gusner und Roland Gräf. In dem Märchenfilm Das blaue Licht spielte sie die Kammerfrau. Unter Roland Gräf spielte sie mehrfach prägnante Nebenrollen. In dem seinerzeit beim Publikum sehr erfolgreichen Jugendfilm Sieben Sommersprossen, der mehrfach auch im westdeutschen Fernsehen ausgestrahlt wurde, hatte sie eine Hauptrolle. Unter der Regie von Herrmann Zschoche spielte sie die Rolle der Frau Kraenkel, die Leiterin eines Ferienlagers. Auch Zschoche setzte Löser später weiterhin in Nebenrollen ein, unter anderem 1987 in dem Filmdrama Die Alleinseglerin.
Löser trat auch in politischen und literarischen Kabarettprogrammen auf. Mitte der 1990er-Jahre zog sich Löser weitgehend vom Schauspielberuf zurück. Ihr Sohn Maximilian Löser war ebenfalls als Schauspieler tätig. 
Sie starb am 24. Mai 2012 im Alter von 86 Jahren in Berlin.

## Filmografie (Auswahl)
- 1962: Geboren unter schwarzen Himmeln (TV)
- 1973: Die Taube auf dem Dach
- 1974: Polizeiruf 110: Die verschwundenen Lords (TV-Reihe)
- 1975: Bankett für Achilles
- 1976: Das blaue Licht
- 1978: Rotschlipse
- 1978: Eine Handvoll Hoffnung
- 1978: Sieben Sommersprossen
- 1979: Addio, piccola mia
- 1979: Lachtauben weinen nicht
- 1979: Chiffriert an Chef – Ausfall Nr. 5
- 1980: Das Rad
- 1980: Die Verlobte
- 1980: Max und siebeneinhalb Jungen
- 1980: Glück im Hinterhaus
- 1980: Unser Mann ist König (TV-Serie)
- 1981: Märkische Forschungen
- 1981: Als Unku Edes Freundin war
- 1982: Sabine Kleist, 7 Jahre…
- 1983: Taubenjule
- 1985: Die Gänse von Bützow
- 1985: Meine Frau Inge und meine Frau Schmidt
- 1986: Jan auf der Zille
- 1987: Käthe Kollwitz – Bilder eines Lebens
- 1987: Die Alleinseglerin
- 1991: Polizeiruf 110: Big Band Time (TV-Reihe)

## Theater
- 1954: Gerhart Hauptmann: Der Biberpelz (Leontine) – Regie: Werner Schulz-Wittan (Maxim-Gorki-Theater Berlin)
- 1961: Heinrich von Kleist: Der zerbrochne Krug (Magd) – Regie: Maxim Vallentin (Maxim-Gorki-Theater Berlin)
- 1961: Maxim Gorki: Nachtasyl  (Anna) – Regie: Maxim Vallentin (Maxim-Gorki-Theater Berlin)
- 1968: Luigi Pirandello: Liolà (Tante Gesa) – Regie: Hans-Georg Simmgen (Maxim-Gorki-Theater Berlin)
- 1988: Maxim Gorki: Wassa Schelesnowa – Regie: Barbara Abend (Theater im Palast)

## Hörspiele
- 1967: Leonid Leonow: Professor Skutarewski – Regie: Helmut Hellstorff (Hörspiel – Rundfunk der DDR)